# Vestas
Vestas Wind Systems A/S is een beursgenoteerde Deense fabrikant van windturbines. Daarnaast levert het bedrijf ook aanverwante diensten zoals het plaatsen van de turbines en het onderhoud ervan. Hoewel het marktaandeel van het bedrijf ruimschoots halveerde van 28% in 2007 tot 12,5% in 2009 was het in 2018 nog steeds de grootste turbineproducent ter wereld met 22% van de markt in handen.

## Activiteiten
Vestas is voortgekomen uit een al in 1898 opgericht eenmans-smidsbedrijfje. In de loop van de tijd produceerde het bedrijf onder andere metalen raamlijsten, huishoudelijke apparaten, landbouwmachines en scheepsonderdelen. Kort na het einde van de Tweede Wereldoorlog, in 1945, werd de naam gewijzigd in VEstjysk STaalteknik A/S, wat al snel daarna werd afgekort tot Vestas. In 1959 telde het bedrijf zo'n 100 medewerkers.
Mede door de oliecrisis van 1973 begon Vestas voorzichtig met de ontwikkeling van windturbines. Het was een langzaam proces en pas in 1979 startte de productie. In dat jaar verkocht Vestas de eerste turbine met een vermogen van 30 kilowatt (kW). In 1981 was er een doorbraak, in de Verenigde Staten kwam een gunstige financiële regeling voor hernieuwbare windenergie. Het Amerikaanse bedrijf Zond bestelde 155 windturbines en het jaar er op nog eens 550. Het personeelsbestand van Vestas groeide sterk van 200 naar 870 om deze bestellingen af te leveren. Een vervolgorder van 1200 turbines volgde met 1 december 1985 als uiterste afleverdatum. De turbines werden verscheept, maar de rederij ging failliet en de turbines konden niet op tijd aankwamen. Zond besloot de turbines niet meer af te nemen waardoor Vestas in grote financiële problemen raakte. Op 3 oktober 1986 vroeg het bedrijf bescherming aan tegen de schuldeisers. Alle activiteiten werden verkocht, met uitzondering van de productie van windturbines. In 1995 werden de eerste turbines voor een offshore project geleverd. Deze turbines kregen wieken van 20 meter lang en een vermogen van 500 kW. In 1997 was de Vestas V66 turbine de grootste ter wereld met een vermogen van 1,65 MW.
Het hoofdkantoor is in de Deense stad Randers gevestigd, met productievestigingen in Denemarken, Duitsland, India, Italië, Roemenië, Groot-Brittannië, Spanje, Zweden, Noorwegen, Australië, China en de VS. In totaal werken er ongeveer 30.000 mensen voor Vestas.
Per eind 2015 waren 56.860 Vestas windturbines wereldwijd geïnstalleerd met een gezamenlijk vermogen van 74 gigawatt (GW). Deze produceerden zo’n 145 miljoen MWh elektriciteit per jaar.
In 2023 werd 23% van de omzet behaald met diensten, 7% met de verkoop van turbines voor het offshoresegement en 70% van de omzet werd behaald met de verkoop van windmolens op het land. In 2023 had Vestas windturbines geplaatst met een totaal vermogen van 177 GW.

### Cijfers
In 2003 werden Vestas-windturbines met een gezamenlijk nominaal vermogen van 2784 megawatt (MW) geplaatst. In 2004 bedroeg de omzet 2,6 miljard euro. Daarmee had het bedrijf een wereldwijd marktaandeel van 34%. In dat jaar had het ongeveer 2000 werknemers in dienst. Vestas staat sinds 1998 genoteerd aan de beurs van Kopenhagen en is onderdeel van de OMX Copenhagen 20 aandelenindex.
In de periode 2008 tot en met 2012 leverde Vestas op jaarbasis turbines met een totale capaciteit van ongeveer 6000 MW. Hiervan werd ongeveer de helft geleverd aan klanten in Europa, circa een derde aan klanten gevestigd in Noord-Amerika en ongeveer een zesde aan afnemers in het Verre Oosten. Het gemiddeld vermogen van de turbines is gestegen van 1,9 MW in 2008 naar ongeveer 3,0 MW in 2019. In 2012 was de gemiddelde prijs per afgeleverde MW vermogen ongeveer 1 miljoen euro.
De resultaten stonden onder druk door de toegenomen concurrentie, met name van fabrikanten uit het Verre Oosten. In 2012 werd een bijzondere last genomen van 701 miljoen euro voor diverse afschrijvingen op activa en goodwill en als voorzieningen om personeel te ontslaan. Vestas streefde naar minder dan 16.000 werknemers per jaareinde 2013. Vanaf 2014 verbeterde de markt met een hogere omzet en winst tot gevolg. Het personeelsbestand is ook weer uitgebreid naar ruim 29.000 per jaareinde 2020.
2022 werd afgesloten met een groot nettoverlies. De omzet daalde en het bedrijf werd geconfronteerd met diverse hogere kosten zoals voor grond- en hulpstoffen, logistieke problemen die het productieproces negatief hebben beïnvloed, een bijzonder afschrijving in Rusland en Oekraïne als een gevolg van de oorlog en hogere garantievoorzieningen voor V164/V174 offshore windturbines.
| Jaar | Omzet (× miljoen) | Nettoresultaat (× miljoen) | Afgeleverde turbines (×1) | Idem in MW | Gemiddeld aantal medewerkers |
| ---- | ----------------- | -------------------------- | ------------------------- | ---------- | ---------------------------- |
| 2008 | € 5904            | € 470                      | 3250                      | 6160       | 17.924                       |
| 2009 | € 5079            | € 125                      | 3320                      | 6131       | 20.832                       |
| 2010 | € 6920            | € 156                      | 2025                      | 4057       | 22.216                       |
| 2011 | € 5836            | € −166                     | 2571                      | 5054       | 22.926                       |
| 2012 | € 7216            | € −963                     | 2765                      | 6171       | 21.033                       |
| 2013 | € 6084            | € −82                      | 2015                      | 4513       | 17.051                       |
| 2014 | € 6910            | € 392                      | 2527                      | 6125       | 17.905                       |
| 2015 | € 8243            | € 685                      | 3330                      | 7948       | 18.986                       |
| 2016 | € 10.237          | € 965                      | 4264                      | 9654       | 21.625                       |
| 2017 | € 9953            | € 894                      | 4241                      | 8779       | 22.504                       |
| 2018 | € 10.134          | € 683                      | 3729                      | 10.847     | 24.221                       |
| 2019 | € 12.147          | € 700                      | 4185                      | 12.884     | 24.964                       |
| 2020 | € 14.189          | € 771                      | 5239                      | 17.212     | 26.121                       |
| 2021 | € 15.587          | € 176                      | 4456                      | 16.594     | 29.164                       |
| 2022 | € 14.486          | € −1572                    | 3126                      | 13.328     | 28.779                       |
| 2023 | € 15.382          | € 78                       | 2554                      | 12.685     | 29.463                       |

## Turbines
De turbines nemen in omvang toe. In 2008 was het gemiddeld vermogen van de afgeleverde turbines 1,9 MW en in 2022 was dit gestegen naar 4,3 MW.
Enkele recente turbinetypen geproduceerd door Vestas zijn hieronder genoemd. De rotordiameter staat aangeduid na de V.
- V52–850 kW
- V60–850 kW (China)[7]
- V66–1,75 MW
- V80–1,8 MW
- V80–2,0 MW
- V82–1,65 MW
- V90–2,0 MW
- V100-2,0 MW
- V110–2,0 MW
- V117–4,2 MW

- V120–2,2 MW
- V136-3,45 MW
- V136-4,2 MW
- V150–5,6 MW
- V162-5,6 MW
- V164–9,5 MW
- V164–10,0 MW
- V174–9,5 MW
- V236–15,0 MW

## Offshore
Vestas levert ook turbines voor offshore windparken. Daarvoor heeft het een vestiging in de havenstad Esbjerg.
| Naam van het windpark     | Land                | Vermogen |
| ------------------------- | ------------------- | -------- |
| Bligh Bank Belwind I      | België              | 165 MW   |
| Northwind                 | België              | 216 MW   |
| Horns Rev                 | Denemarken          | 160 MW   |
| NoordzeeWind              | Nederland           | 108 MW   |
| Prinses Amaliawindpark    | Nederland           | 120 MW   |
| Luchterduinen             | Nederland           | 129 MW   |
| Windpark Borssele (3&4)   | Nederland           | 732 MW   |
| Barrow Offshore Wind Farm | Verenigd Koninkrijk | 90 MW    |
| Kentish Flats             | Verenigd Koninkrijk | 90 MW    |
| North Hoyle               | Verenigd Koninkrijk | 60 MW    |
| Robin Rigg                | Verenigd Koninkrijk | 180 MW   |
| Scroby Sands              | Verenigd Koninkrijk | 60 MW    |
| Thanet                    | Verenigd Koninkrijk | 300 MW   |